# Чяпкяляй
Чяпкяля́й (лит. Čepkeliai) — природний заповідник, розташований на півдні Литви. Заснований 25 вересня 1975 року. Займає площу 11 227 га. З 1993 року за рішенням Рамсарської конвенції Чяпкяляй включений до списку водно-болотних угідь міжнародного значення, також входить до європейських мереж природоохоронних територій Natura 2000 і PAN. Керівництво заповідником здійснює Головне управління Дзукійським національним парком і державним заповідником Чяпкяляй.
Чяпкяляй створений задля охорони найстаріших лісо-болотних угідь Литви, континентальних дюн, реліктових озер, флори та фауни заболочених територій. Центральним географічним і природоохоронним об'єктом в ньому виступає однойменне болото площею 5858 га, від якого і походить назва заповідника. Єдиний гідрологічний комплекс разом з болотом становить 21 реліктове озеро, розташоване в його східній частині. Ці надмірно зволожені землі оточені піщаними дюнами, вкритими сухими борами. Такий контраст ландшафтів обумовлює різноманіття флори і фауни заповідника. На його теренах можна побачити мешканців різних кліматичних поясів, від тундри до степів, — усього 654 види вищих рослин, 131 вид водоростей та близько 4 000 видів тварин. З них 65 біологічних таксонів включені до Оселищної директиви, а 55 видів вищих рослин, 10 видів мохів та грибів і 94 види тварин занесені до Червоної книги Литви.

## Історія
Перші дослідження теренів сучасного заповідника були здійснені ще на початку XX століття Тадасом Іванаускасом, який звернув увагу на наукову цінність та своєрідну красу цього куточка країни. Однак після включення литовських земель до складу СРСР тривалий час болото Чяпкяляй досліджували хіба що з господарською метою. Втім, заплановані роботи з видобутку торфу так і не були розпочаті, оскільки в 1961 році на цих землях було засновано ботаніко-зоологічний заказник Чяпкяляй. Лише у 1972—1974 роках цю місцевість відвідали кілька наукових експедицій Академії наук Литовської РСР. Результати їхньої роботи виявились настільки плідними, що 25 вересня 1975 року постановою Ради Міністрів Литовської СРСР заказник було реорганізовано у державний природний заповідник. Від моменту заснування і до теперішнього часу в межах заповідника встановлено суворий охоронний режим. Керівництво природоохоронною установою здійснює Головне управління Дзукійським національним парком і державним заповідником Чяпкяляй, розташоване у селі Марцинконіс.

## Клімат
Природний заповідник Чяпкяляй знаходиться в Атлантико-Континентальній кліматичній області помірної зони. Клімат навколишньої місцевості можна охарактеризувати як перехідний від широтного до континентального. Територія заповідника вирізняється поміж інших регіонів Литви м'якшими кліматичними умовами: сонячне випромінювання становить тут близько 87 ккал/см² на рік, середня температура навесні і влітку на 0,5—1 °C вища, а тривалість безморозного періоду (125 днів) найкоротша у країні. Загалом середньорічна температура у заповіднику складає 6,2 °C, середньорічна температура січня становить -5,4 °C, а середньорічна температура липня сягає 17,7 °C. Контраст, притаманний місцевим ландшафтам і ґрунтам, підсилює різницю між температурними екстремумами. Так, найнижча, зафіксована у Чяпкяляї температура, становила -40 °C, в той час як абсолютний максимум склав 37 °C. У різні роки спостерігали промерзання ґрунту на глибину від 15 до 100 см, в середньому — на 35 см. Тривалість вегетаційного періоду при цьому складає 188 днів.
На теренах заповідника панують вітри західного і південно-західного напрямків, причому переважають слабкі, зі швидкістю до 5 м/с (середній показник складає 3,1 м/с). Характерно, що сильні вітри зі швидкістю понад 15 м/с реєструють в середньому лише один день на рік. Найслабші вітри дмуть влітку, а найсильніші — взимку.
Середньорічна вологість повітря складає 80—81 %. Найвищі її показники фіксували взимку (82—84 %), а найсухішим місяцем є травень із вологістю повітря близько 49 %. За рік над болотом Чяпкяляй випадає в середньому 673 мм атмосферних опадів, з яких 70 % припадає на теплу пору року. Найменше опадів буває у період із січня по березень, а найбільше — у липні — серпні. У середньому 169 днів на рік бувають із опадами, в тому числі понад 30 із дощами та зливами. Сніговий покрив у XX столітті тримався близько 108 днів, однак через глобальне потепління у XXI столітті цей строк скоротився до 75—80 днів. Через незначну кількість зимових опадів висота снігового покриву на відкритих місцях зазвичай не перевищує 10—15 см (максимальна сягала 40 см).

## Географія та гідрологія
Природний заповідник Чяпкяляй знаходиться на крайньому півдні Литви безпосередньо на її кордоні з Білоруссю. Його територія цілком лежить у межах Варенського району Алітуського повіту. З півночі та заходу його оточують терени Дзукійського національного парку, на сході до заповідника прилягає буферна зона із регульованим режимом господарювання, південна межа заповідної території проходить уздовж річки Котра і є одночасно державним литовсько-білоруським кордоном. Єдиний населений пункт, розташований у межах заповідника, — село Катра площею близько 10 га. Серед сіл поза межами заповідника найбільшим є Марцинконіс, розташоване за 4 км на північний захід від Чяпкяляю.
Заповідник Чяпкяляй розташований на краю піщаної Дайнавської рівнини у зоні зчленування її з Лідським плато. Він займає вододіл трьох невеликих річок: Котри, Груди та Ули. Болотоутворюючі процеси в цьому регіоні протікали нерівномірно завдяки чергуванню сухих та вологих геологічних періодів. Внаслідок заростання кількох післяльодовикових озер у північній та східній частинах заповідника сформувалися верхові болотяні масиви. Багатовікове наростання сфагнових мохів у них починалося із понижених ділянок рельєфу і призвело до утворення потужних шарів торфу. Таким чином найнижчі ділянки за кілька тисяч років набули опуклої форми і стали найвищими. Наразі їм відповідає північна околиця болота Чяпкяляй із висотою 131—132 м над рівнем моря. Південна околиця болота підстелена не настільки потужними шарами торфу і сягає відмітки 129—130 м над рівнем моря.
Натомість південна та південно-західна частини заповідника вкрились лісами, серед яких лише деінде трапляються невеликі низинні болота. Ця місцевість опинилась в особливих умовах: з одного боку, вона отримувала мінеральне підживлення ґрунтовими водами, що стікали з піднятих ділянок материнської породи; з іншого боку, до неї потрапляв надлишок кислої води з верхового болота. Як наслідок, на цих ділянках низинні болота почасти перетворились на болота перехідного типу із різноманітною флорою.

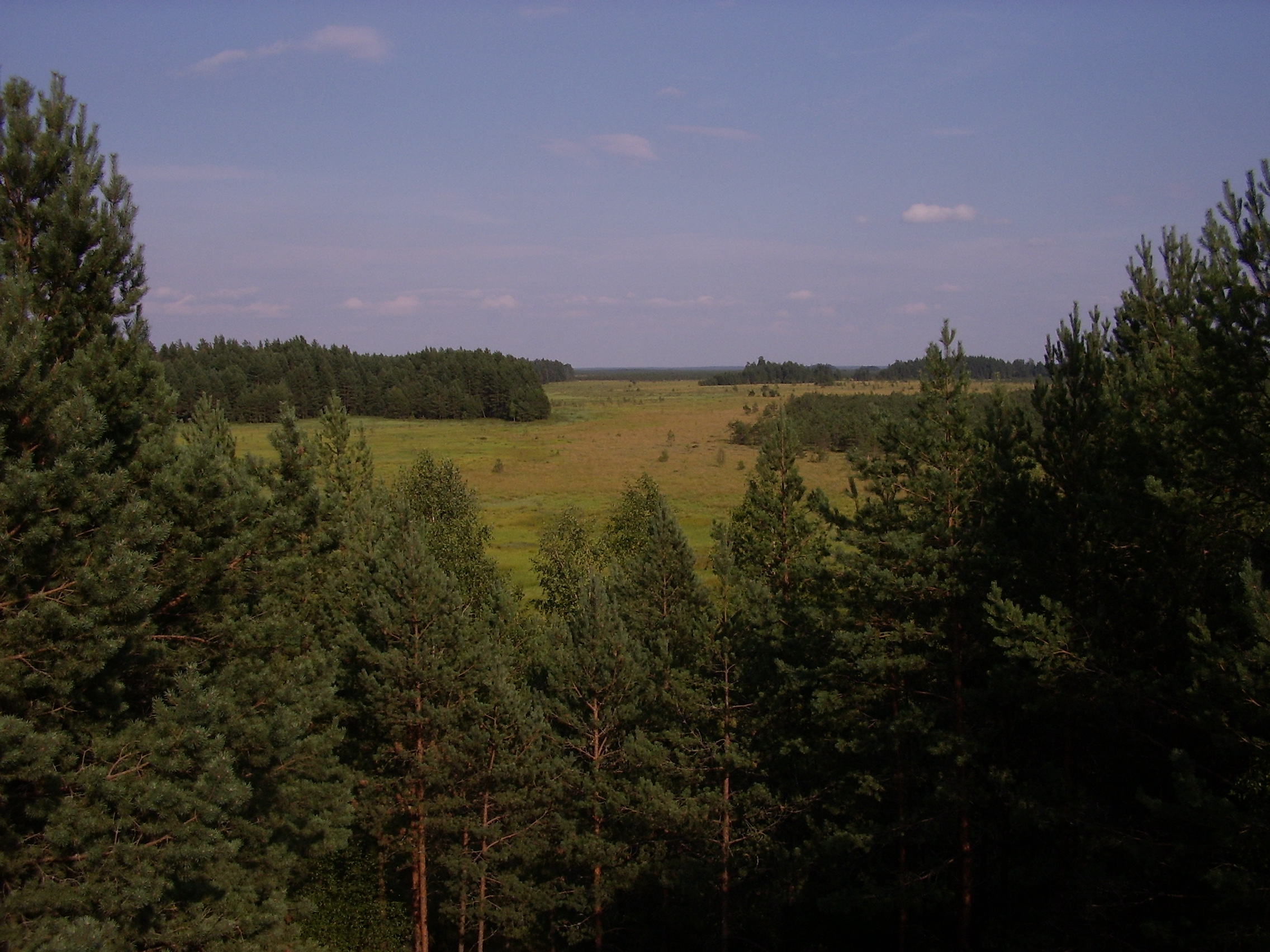
Вигляд болота Чяпкяляй з оглядової вежі: відкритий простір оточений смугою лісів, що утворилися на піщаних дюнах; такого ж типу острівці деревної рослинності помітні й посередині болота.

Окрім боліт характерною рисою заповідного рельєфу виступають континентальні піщані дюни, що сформувалися у бореальний період, а можливо, і раніше. Масив дюн тягнеться від південних околиць Друскінінкая через село Марцинконіс до міста Варена, перетинаючи при цьому північно-західну частину заповідника Чяпкяляй. Ці дюни оточують болото Чяпкяляй, набуваючи вигляду берегів, а також виринають окремим «острівцями» посеред його чаші.
Серед водойм заповідника найбільшу наукову цінність мають реліктові озера, усі без винятку зосереджені в східній частині болота Чяпкяляй. Усього налічують 21 водойму такого типу, причому 10 з них відносять до первинних, а 11 — до вторинних. Первинні озера існували у цій місцевості до початку болотоутворення, вони, як правило, глибші та більші за площею, ніж вторинні. Вторинні озера з'явились на найвищих ділянках Чяпкяляю у тих місцях, де потужний шар торфу дозволив сформуватися невеличким западинам на його поверхні. Такі озера не тільки молодші за віком, але менші за площею та мілкіші (зазвичай їхня глибина не перевищує 1,5 м). Від первинних озер вони відрізняються відсутністю мінерального дна та нечіткістю берегових обрисів. Вода у цих водоймах також специфічна — дуже кисла (pH 3,6 — 4,2), прозора, із червонуватим відтінком. Найбільшим озером заповідника Чяпкяляй визнано Єшерініс із площею водного дзеркала 14,5 га, а найглибшим — озеро Єшерінукас завглибшки 4,9 м.

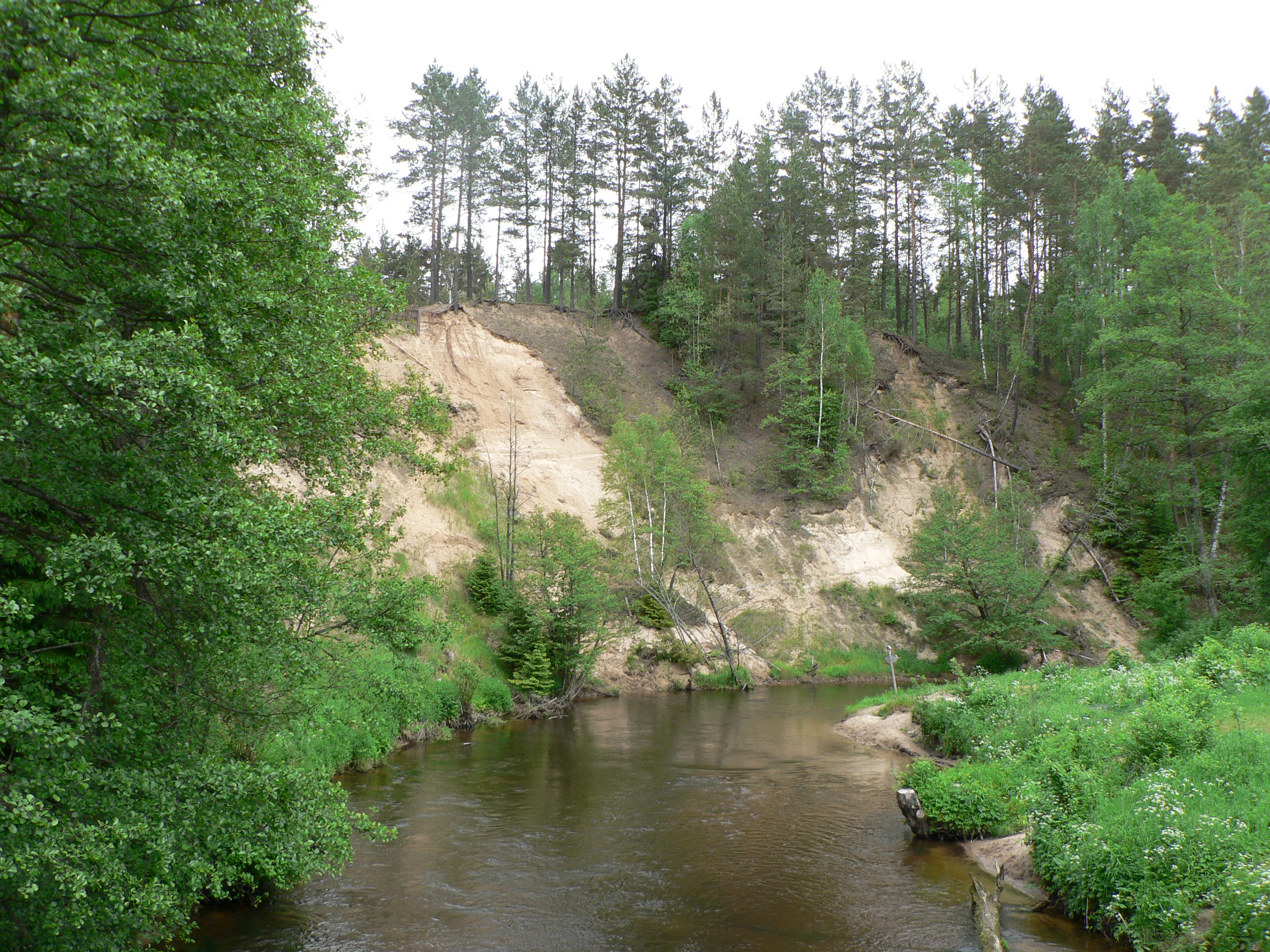
Річка Ула в оточенні континентальних дюн, вкритих борами.

Річки заповідника наукової цінності не становлять, але відіграють важливу роль у підтримці відповідного гідрологічного режиму. Так, на півдні заповідника стік води з болота Чяпкяляй дає початок річці Котрі, яка прямує уздовж південно-східного кордону охоронюваної території, окреслюючи тут межу болота. У верхній течії Котра має дуже звивисте річище перемінної ширини та нечітко окреслені береги. З південного заходу болота надлишок води забирає річка Мустейка, а з північно-східної — річка Ула.
Слід зазначити, що верхове болото Чяпкяляй є нетиповим ландшафтом для півдня Литви, якому притаманні суцільні лісові масиви. Наразі з усіх верхових боліт Литви, які не торкнулась господарська діяльність людини, воно є найбільшим за площею (5858 га). Болото має неправильні обриси, а відстань між його найвіддаленішими точками становить 14 км. Завдяки тому, що берегова лінія болота звивиста, її довжина складає 83 км. Окрім давності та значної площі цей болотяний масив вирізняє особливий мікроклімат. В порівнянні з іншими верховими болотами Литви болото Чяпкяляй сухіше, що обумовлено меншою кількістю атмосферних опадів, швидким стоком та випаровуванням (останнім показникам сприяє наявність піщаних дюн зі слабким водопоглинанням).

## Геологія та ґрунти
Литовсько-білоруський кордон збігається із Білорусько-Мазурською антеклізою, поздовжня вісь якої спрямована з північного сходу на південний захід. Це геологічне утворення повторює обриси Дайнавської рівнини, на якій і розташований природний заповідник Чяпкяляй. Річище Котри на околиці болота майже збігається з краєм склепіння антеклізи, а розломи її фундаменту обумовлюють контури річкових долин та берегових ліній заповідних озер.
Під час останнього льодовикового максимуму (близько 20 000 років тому) між краєм Лідського плато і танучим льодовиком утворилось озеро. Невдовзі (біля 17 000 років тому) його береги почали заростати рослинністю, що поклало початок болотоутворенню на цих землях. Саме озеро поступово заповнив дрібнозернистий пісок, який річки принесли з поверхні плато. Значне аллередське потепління сприяло утворенню на цих піщаних відкладеннях сучасних первинних озер. В цю добу велику роль у формуванні ландшафтів відігравав вітер, який багаторазово переносив дрібний пісок. Вже у бореальний період (близько 9 000 років тому) з цього матеріалу утворилися континентальні дюни.
Частина дрібних первинних озер поступово повністю заросла, утворивши єдиний суходіл болота Чяпкяляй. Його площа суттєво збільшилась близько 6 000—3 000 років тому, коли клімат був дуже вологий. Сучасні кліматичні умови встановилися в цьому регіоні біля 2500 років тому. Загалом вони сприяли росту сфагнових мохів, а значить, і формуванню торфових відкладень. Це обумовило появу в той період сучасних вторинних озер. Крім того, нашарування торфу майже повністю поховали окремі дюни, розташовані посередині болота.
У XXI столітті середня товщина торфового шару на болоті Чяпкяляй становить 2,3 м. Найпотужніші нашарування знаходяться у східній частині болота, де вони сягають 5—6,5 м завтовшки. Більшу частину торфових відкладень складає слаборозкладений сфагновий торф, у якому іноді трапляються вуглини, що свідчать про торфові пожежі, які в минулому траплялись тут. У торфовий масив врізається 80 мінеральних «островів», що являють собою верхівки колишніх дюн. На торфових нашаруваннях розвинулись болотні ґрунти верхового типу, на мінеральних «островах» і дюнах навкруги болота переважають дерново-підзолисті ґрунти із незначним ступенем опідзолення. На дні первинних озер знайдено відклади сапропелю, в той час як дно вторинних вкрите торфом.

## Флора

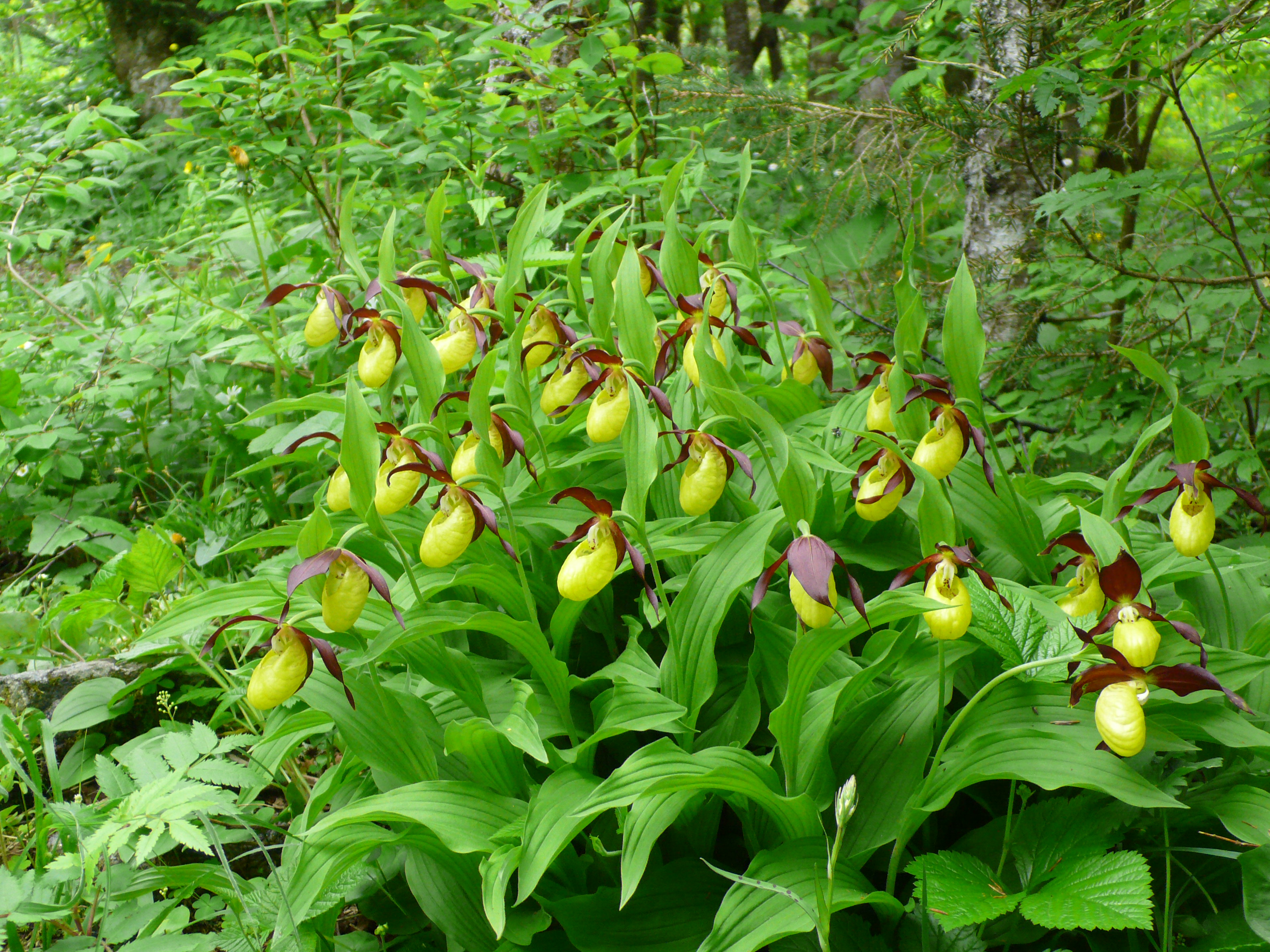
Квітнуть рідкісні зозулині черевички справжні.

На теренах заповідника Чяпкяляй знайдено 654 види вищих рослин, серед яких беззастережно панують покритонасінні (95,5 %). Найкраще представлені родини Айстрових — 61 вид, Тонконогових — 54 види та Осокових — 39 видів. У Чяпкяляї зростають 58 рідкісних для Литви видів рослин (в тому числі 55 занесених до Червоної книги Литви), тобто п'ята частина усіх, взятих під охорону. Показово, що рідкісні зубниця бульбиста та зозулині черевички справжні у заповіднику звичайні. Більшість рідкісних рослин зростають на мінеральних ділянках, хоча вони займають меншу площу, ніж болотні угіддя.
Серед біоценозів заповідника Чяпкяляй найбільшу площу займають ліси (47,6 % території), з яких хвойні складають 82,5 %, а листяні — 17,5 %. Переважають середньовікові та молоді деревостани. За видовим складом найпоширенішим типом лісів є бори (80,5 % залісненої площі). Крім них досить звичайні березини (12 %), вільшаники (5,5 %). Незначну площу займають ялинові ліси (2 %), а такі породи дерев як дуб, липа, ясен, осика трапляються лише одиничними особинами у підліску.
Бори можна побачити у будь-якій частині заповідника, однак частіше вони приурочені до мінеральних ґрунтів. Здебільшого це чисті насадження сосни звичайної, іноді з домішкою берези та ялівцю. Трав'яний покрив у них дуже бідний, в ньому добре помітні великі плями кладонії оленячої, звичайні верес, брусниця, костриця овеча, мучниця, гвоздики піскові, арніка гірська. У борах на схилах дюн можна побачити сон розкритий і конвалію звичайну, а біля їхнього підніжжя — плаун звичайний, зеленицю сплющену, одинарник лісовий.
На болотних «острівцях» та добре зволожених ділянках навколо болота зростають мішані ліси, в яких домінуючими породами і підліском виступають ялина, береза, вільха у різних співвідношеннях, а поодинокими сусідами є дуби, ясени, клени. Чагарниковий ярус на ділянках із поживними ґрунтами представлений ліщиною, жимолостю звичайною, вовчим ликом звичайним, на сухіших підвищеннях — горобиною та калиною, у заболочених місцинах — крушиною ламкою і різними видами верби, на колишніх вирубках — малиною й ожиною. Трав'яний покрив у таких лісах дуже густий, в ньому переважають квасениця звичайна, медунка темна, підліски звичайні, горошок весняний, вороняче око звичайне. Саме тут найчастіше трапляються рідкісні зозулині черевички справжні та зубниця бульбиста. Під ялинами великі зарості утворює чорниця, супутниками якої виступають мохнатка волосиста, лохина, плаун колючий.

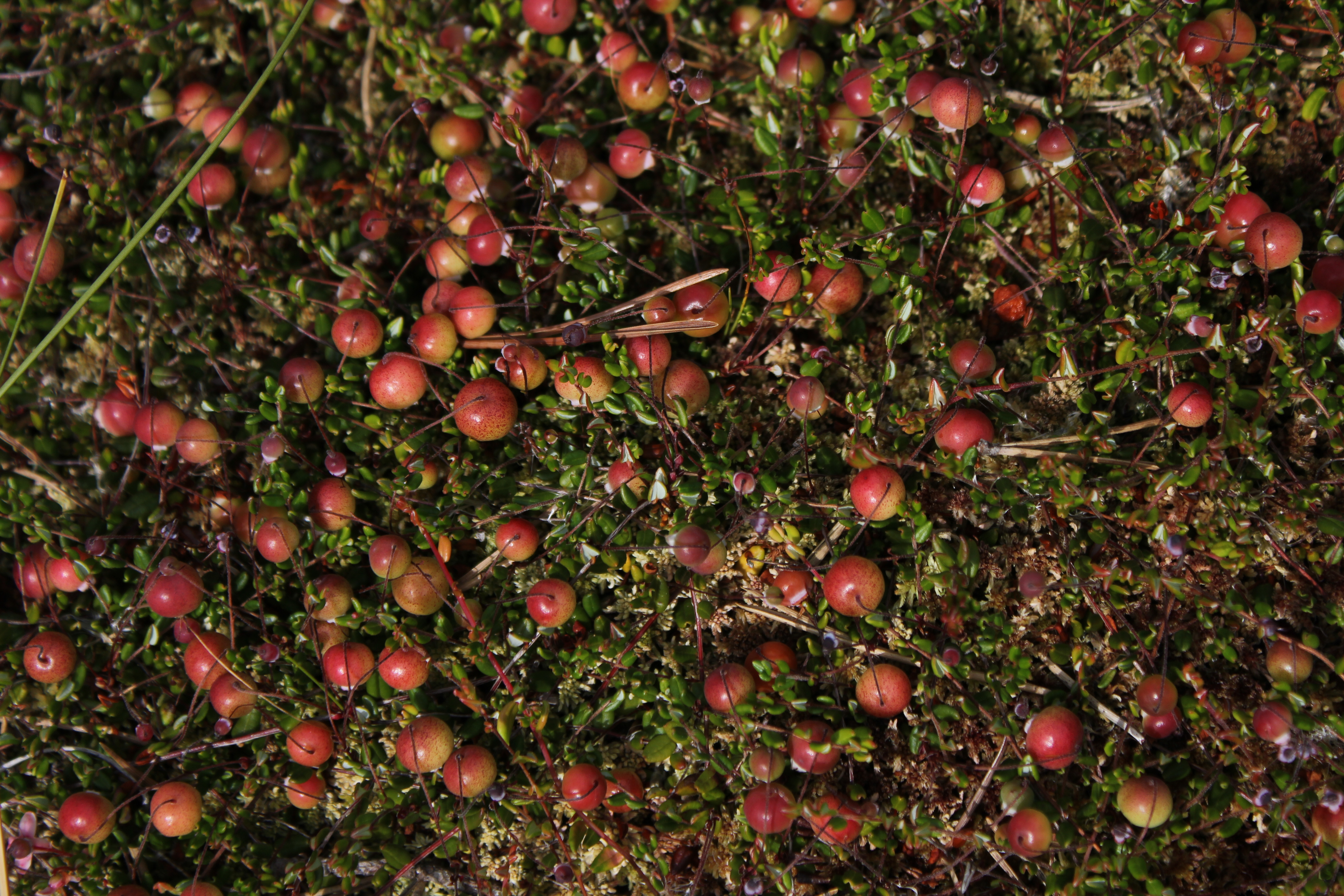
Ягоди болотяної журавлини.

Верхові болота заповідника бувають лісисті та безлісні. Лісиста частина боліт вкрита розрідженими борами, в яких зростають невисокі, пригнічені сосни подекуди із домішкою берези. У трав'яному покриві таких рослинних угруповань панують багно звичайне, журавлина болотяна, пухівка піхвова, з мохів — сфагнуми магелланський та вузьколистий. Поблизу озер у болотяних лісах зростає водянка чорна, зрідка тут трапляється торф'яниця чашечкова, яка у Литві знаходиться на південно-західній межі ареалу. На противагу лісистим болотам трав'яний покрив безлісних заболочених ділянок неоднорідний і різноманітний. Цікаво, що в ньому повсюди панує сфагнум м'який, знайдений у Литві тільки на болоті Чяпкяляй, натомість, морошка, звичайна для Північної Литви, у заповіднику рідкісна. На місці зарослих озер трапляється болотянка звичайна, на купинах переважає росичка круглолиста, на місці колишніх пожеж сформувалися угруповання вереса звичайного.
Перехідні болота поєднують у собі флористичні риси верхових та низинних. Зокрема, вони також бувають лісисті та безлісні, причому на лісистих ділянках так само деревостан утворюють пригнічені сосни та пухнасті берези заввишки лише 2—5 м. Однак нижчі яруси таких лісів відрізняються від фітоценозу верхового болота. Серед чагарників тут звичайні верба попеляста і мирзинолиста, у трав'яному покриві переважають осоки й очерет, які часто вкривають непрохідні багнисті трясовини. На відкритих ділянках перехідних боліт ростуть калюжниця болотяна, вовче тіло болотяне, бобівник трилистий, які вирізняються серед навколишньої рослинності яскравими квітами.
Низинні болота переважно безлісні, лише зрідка на них можна побачити поодинокі дерева вільхи чорної, берези чи ялини. Серед чагарників звичайні крушина ламка та верба попеляста, серед трав — вербозілля звичайне, хвощ болотяний, вовче тіло звичайне, калюжниця болотяна, жовтець язиколистий, багато осок та злаків.
Луки у Чяпкяляї займають невеликі ділянки на піщаних, болотяних і торфових ґрунтах. Сухі луки на пісках утворились в борах на схилах дюн або на місцях колишніх вирубок. Їхні угруповання складаються з чабрецю повзучого, очитку їдкого, срібної трави сивої, перстачу попелястого. Болотяні луки утворились в ярах, де навесні їх затоплює водою, а влітку вони пересихають. На таких луках переважає осока носата. На торф'янистих луках зростають рослини, що пристосувались до низького вмісту кисню у ґрунті. Це осоки чорна і гостроподібна, ситник ниткуватий.
У водоймах природного заповідника знайдено 37 видів вищих рослин, переважна більшість яких приурочена до річки Котри і лише 10 видів зростають у болотяних озерах. Береги річки вкривають зарості очерету, жовтеця язиколистого, хвоща річкового, а безпосередньо у воді зростає водяний різак звичайний. На поверхні озер добре помітні плаваючи мохи сфагнум гострокінцевий та оманливий, а їхнє дно вкриває сфагнум заплавний. На противагу незначній кількості вищих рослин в озерах Чяпкяляю різноманітні водорості — тут описано 131 їх вид. В переважній більшості чяпкяляйських озер переважають види водоростей, що ростуть на субстраті, натомість, планктонні форми майже не представлені.

## Фауна
У заповіднику Чяпкяляй виявлено близько 4 000 видів тварин, більшість з яких складають безхребетні. Специфічні умови боліт загалом несприятливі для хребетних тварин, тому тут виявлено лише 33 види ссавців, 156 видів птахів, 6 видів плазунів і 9 видів земноводних. Іхтіофауна заповідника достеменно не досліджена. Загалом 94 види тварин Чяпкяляю занесені до Червоної книги Литви.
З комахоїдних тварин поширений європейський кріт, який трапляється повсюдно на ділянках із мінеральними ґрунтами. Мідиця звичайна менш чисельна, хоча мешкає у різноманітних біотопах, а мідиця мала рідкісна і оселяється лише на ділянках зі сфагновим покривом. Кажани нетопир лісовий, нетопир карлик, лилик двоколірний, вечірниця дозірна мешкають на горищах будинків у навколишніх селах, а також у дуплах дерев, що ростуть на «острівцях» серед болота.
Значні коливання рівня ґрунтових вод, характерні для болота Чяпкяляй, несприятливі для гризунів, тому серед наземних їх видів тут виявлено тільки шапарку сибірську (на верхових і перехідних болотах), мишівку лісову (рідкісна) і норицю руду (звичайна на сухих ділянках). Вивірки також нечисельні. Добре почувають себе у Котрі та на болотяних озерах ондатри і європейські бобри. У сухих лісах навколо болота оселяються сірі зайці, натомість білі зайці тяжіють до перехідних боліт.

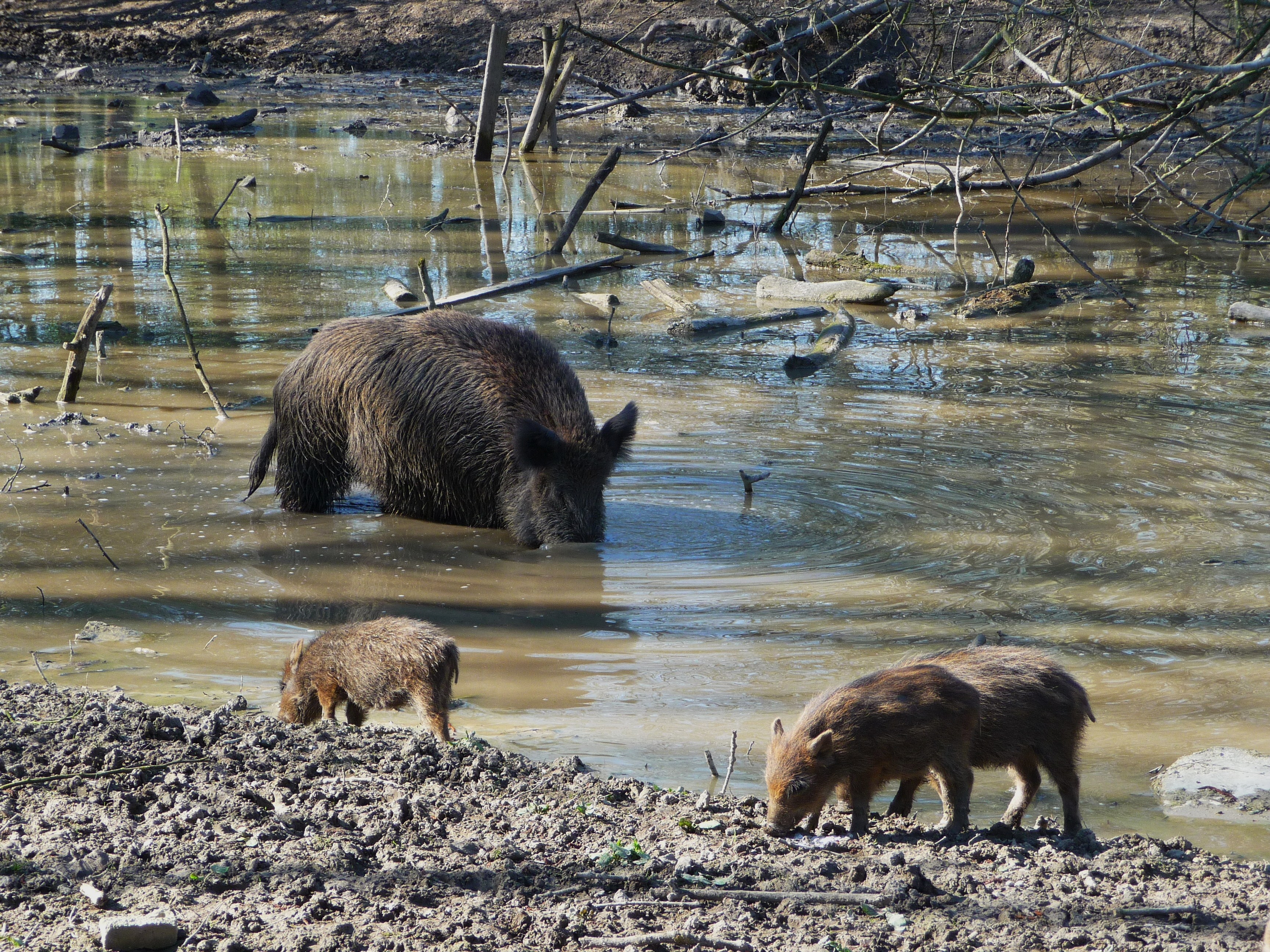
Заповідник Чяпкяляй грає помітну роль у збереженні мисливських запасів диких свиней.

Хижаки Чяпкяляю різноманітні, але загалом їхня чисельність нижча, ніж в інших регіонах Литви. Серед дюн риють нори борсуки і лисиці. За житло з ними конкурує уссурійський єнот, якого було акліматизовано в Литві. Витіснення лисиць і борсуків єнотом розглядають як негативний вплив на автохтонну фауну. Нечасто трапляються горностай, ласиця, лісова куниця, втім, остання сильно пригнічує популяцію вивірок. Дуже рідкісна рись. Доволі звичайні у заповіднику хіба що вовки, які час від часу облаштовують нори на мінеральних «островах» посеред болота. Однак їхня зграя під час полювання часто виходить за межі охоронюваної території.
Усі три види копитних — сарна, лось і дика свиня — у заповіднику Чяпкяляй звичайні, однак чисельність сарни поступово скорочується внаслідок винищення вовками. Місцева популяція лосів чи не найбільша у Литві, її щільність особливо підвищується взимку.
Серед 156 видів птахів у заповіднику гніздується 124, ще 12 трапляються спорадично, а 20 відмічені під час перельотів. До вкрай рідкісних птахів Чяпкяляю слід віднести пугача, орлана-білохвоста, змієїда, які гніздуються нерегулярно або відмічені лише випадкові їх зальоти на охоронювану територію.

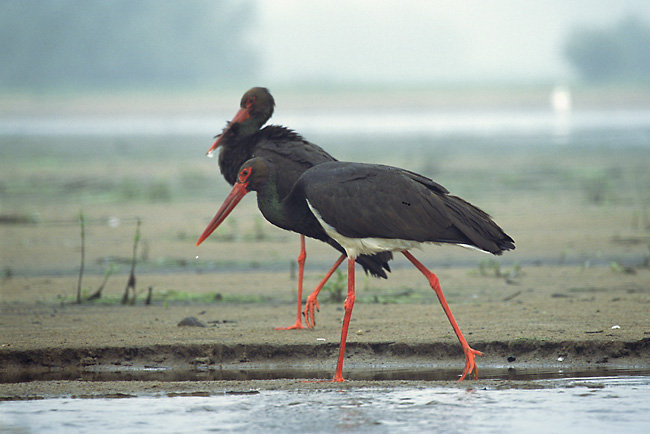
Чорні лелеки під час полювання.

У розріджених борах переважають птахи відкритих біотопів: жайворонок лісовий, щеврик лісовий, дрімлюга. Дрізд співочий, дрізд-омелюх, зяблик та сойка віддають перевагу молодим насадженням. Однак більшість птахів полюбляє спілі лісі зі старими дуплистими деревами. Зокрема, тут мешкають дятел звичайний, трипалий, малий, жовна чорна і сива, голуб-синяк, крук, підсоколик малий, сова сіра, сич волохатий. Навесні до них приєднуються шпак звичайний, серпокрилець чорний, кропив'янка чорноголова, дрізд чорний, мухоловка строката, вівчарик жовтобровий, вільшанка, волове очко. Острови лісу посеред болота, важкодоступні для людей і з густою рослинністю, здатною приховати великого птаха, особливо до вподоби рідкісним представникам литовської орнітофауни. Тут гніздуються орябок, тетерук, глушець, лелека чорний, осоїд, яструб великий, канюк звичайний, підорлик малий. У заповіднику Чяпкяляй вперше в історії країни було створено штучні гніздівлі для чорних лелек, на яких щорічно гніздується близько 25—30 % місцевої популяції цього виду. Успішний досвід застосування штучних гнізд було поширено і на хижих птахів, чия чисельність у заповіднику вважається оптимальною.
На відкритих ділянках боліт оселяються здебільшого кулики: грицик великий, кульон великий, сивка звичайна, турухтан, коловодник болотяний. З горобцеподібних у цій місцевості звичайні сорокопуд сірий та щеврик лучний. З великих птахів на болотах постійно гніздуються скопи, яких також приваблюють штучними гніздами. Крім того, верхові болота грають важливу роль у житті тетеруків, сірих журавлів, які прилітають сюди годуватися, і глушців, які облаштовують на них весняні токи. Натомість, гніздуватися сірі журавлі воліють на перехідних болотах із густими заростями очерету. Ці хащі приваблюють й інших обережних мешканців — очеретяних вівсянок, звичайних баранців, лучних лунів, причому окрім Чяпкяляю лучні луні відомі в Литві лише в одному місці. Заповідні луки стали прихистком для великих баранців, які у XX столітті в Литві вважалися вимерлими. Їхніми сусідами тут виступають деркач, коловодник звичайний, погонич звичайний, трав'янка лучна, плиска жовта.
Озера заповідника несприятливі для гніздування птахів, тому на них виводять потомство лише 6 видів качок, з яких звичайними можна вважати крижня, чубату чернь і гоголя. Багатша орнітофауна прирічкових заростей. Так, на берегах Котри оселяються очеретянки велика і лучна, соловейки, кобилочка річкова, слуква, коловодник лісовий. Втім, під час сезонних перельотів водойми жвавішають від зграй мігруючих птахів. Наприклад, на озерах Чяпкю, Жаляліс, Єшерініс та Єшерінукас скупчуються сірі, білолобі гуски та гуменники, зрідка тут зупиняються рідкісні чорношиї гагари.
З плазунів заповідника Чяпкяляй найбільш поширена гадюка звичайна, хоча щільність її популяції незначна. Найбільше гадюк трапляється у густих очеретах перехідних боліт. Звичайні прудка та живородна ящірки, з яких перша займає сухі біотопи у борах, а друга тяжіє до болотистих місцин. У молодих соснових лісах мешкає ламка веретільниця, а на луках по берегах Котри оселяються звичайні вужі. Найрідкіснішим плазуном Чяпкяляю є мідянка: саме у цьому заповіднику її вперше описали для Литви.
Серед земноводних у заповідних водоймах звичайні жаба озерна і ставкова, але найбільш поширена жаба гостроморда, на яку можна натрапити і в озерах, і на болотах, і на луках. Крім них у Чяпкяляї мешкають звичайні тритони і червоночереві кумки. Звичайна та зелена ропухи зосереджені на прикордонних ділянках охоронюваної території, найчастіше їх спостерігають у селах поблизу заповідника.

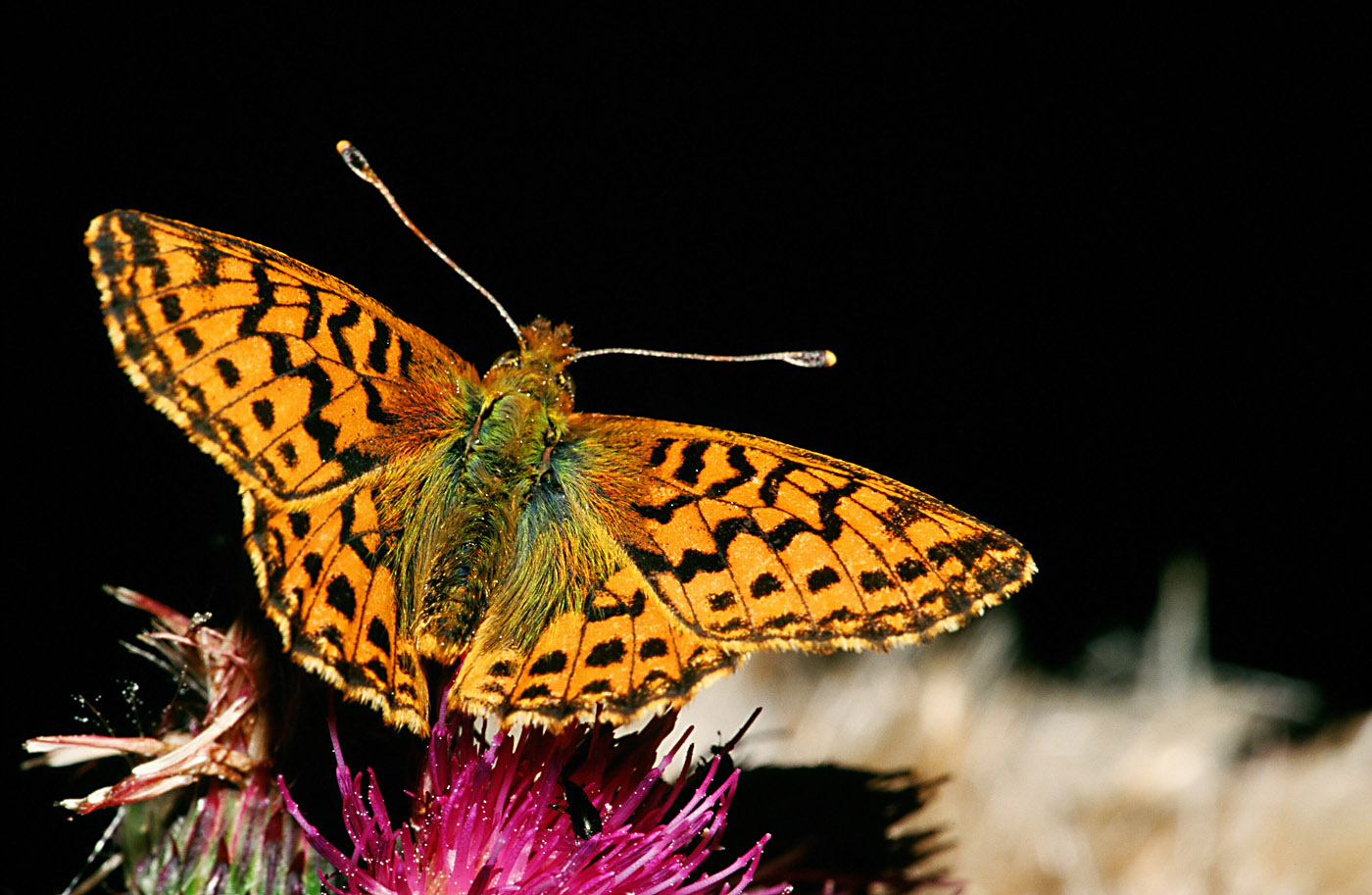
Реліктовий метелик Boloria aquilonaris.

Серед комах природного заповідника найкраще представлені твердокрилі (понад 1000 видів), лускокрилі (понад 400 видів) та перетинчастокрилі (понад 250 видів), причому понад 100 видів було вперше описано для Литви саме на теренах Чяпкяляю. За екологічними вимогами усі види комах можна розділити на дві групи: приурочені до заболочених місцин і термофільні види, приурочені до борів і піщаних луків. Серед представників першої групи особливий інтерес становлять реліктові види, які в помірних широтах мешкають тільки на верхових болотах. До цих залишків льодовикової фауни слід віднести турунів Miscodera arctica, Nothiophilus aquaticus, Patrobus septentrionis, жука Boros schneideri, метелика Boloria aquilonaris (єдине місцезнаходження у Литві), джмеля Шренка (у заповіднику звичайний). Термофільні види також цікаві тим, що їхні представники оселяються переважно у південніших природних зонах (лісостепах, степах) і для Литви не характерні. Найчисельнішими серед таких місцевих екзотів є жуки Gnorimus octopunctatus, Coptocephala unifasciata, Chrysochus asclepiadeus, Potosia fieberi. Дуже показовим в цьому відношенні є клас Перетинчастокрилих, багато представників якого мешкають у заповіднику на північній межі свого ареалу. Серед дюн, вкритих борами, і на піщаних галявинах трапляються рідкісні бджоли Lasioglossum quadrinotatum і Dasypoda argentata. До Червоної книги Литви занесені також усі види джмелів, знайдені на болоті Чяпкяляй.

## Стан екосистем
Перші відомості про господарську діяльність на теренах Чяпкяляю датовані 1553 роком. Документи того часу свідчать, що за межами сучасної охоронюваної території на річці Ула звели греблю задля потреб місцевого ливарного цеху і монетного двору. Її побудова сприяла підняттю рівня води вище за течією, уповільненню річки і заболоченню навколишньої місцевості. У 1841 році весняний паводок зруйнував греблю, що призвело до стрімкого стоку її вод униз за течією. Штучно заглиблене річище Ули вмістило великий обсяг води, тому її рівень у розташованому вище болоті Чяпкяляй впав. Близько 2 000 га болота тоді обсохло, а згодом заросло лісом. У 1976 році греблю відновили, що деякою мірою підвищило рівень води у навколишніх водоймах, але не відвернуло екосистемні зміни.
На початку XX століття чотири болотяних озера було з'єднано п'ятикілометровим меліоративним каналом, який спрямовував воду до Котри. Після цього її рівень в цих водоймах впав на 30 см, прилеглі ділянки болота знов обсохли, внаслідок чого 1960-х роках сталося кілька великих пожеж. Повне відновлення рослинності на згарищах завершилось тільки через 50—60 років. У 1999 році відмітили уповільнення стоку води через меліоративний канал, внаслідок його поступового замулення (після заповідання Чяпкяляю технічний нагляд за ним не проводили). Не зважаючи на це, шари торфу по берегах каналу сильно мінералізовані, що несприятливо відбивається на автохтонній болотяній рослинності. Таким чином, негативний вплив окремих технічних споруд продовжується і в умовах заповідного режиму.
В XXI столітті жодних меліоративних робіт на теренах заповідника не виконували, однак небезпека його осушення не минула. Хоча детальних гідрологічних досліджень з цього приводу не проводили, зниженню рівня ґрунтових вод можуть сприяти природні чинники: підвищення середньорічної температури через глобальне потепління, зменшення альбедо болотяних угідь внаслідок швидшого танення снігу, що у сукупності зменшує обводнення територій і прискорює випаровування. Для нетипово сухого Чяпкяляю цей процес може виявитися критичним.
Попри відносну усталеність гідрологічного режиму рослинні угруповання заповідника зазнають антропогенного тиску. Слід зазначити, що місцева популяція журавлини не тільки чисельна, а й різноманітна. На болоті Чяпкяляй знайдено 14 форм цього ягідного чагарничка: овальна, грушоподібна, плямиста, блідо-рожева, темно-фіолетова тощо. Урожайність журавлини в різні роки коливається від 88 до 808 кг з га. Такі природні багатства щороку приваблюють збирачів ягід, до яких долучаються також і грибники. Їхній вплив був особливо відчутний у перше десятиліття існування заповідника. Витоптування незаконними відвідувачами поверхневого шару торфу сприяло його розкладанню із наступною мінералізацією, після чого такі ділянки заростали соснами і пухнастими березами. Масове збирання журавлини зменшувало кормову базу деяких видів, непокоїло полохливих звірів та птахів. Через відвідини болота сторонніми особами у його екосистемах з'явилися нетипові інвазивні елементи, зокрема, чужорідних рослин налічують вже 30 видів. Крім того, в околицях болота Чяпкяляй до його заповідання тривалий час косили траву, випасали худобу, вели обмежені лісозаготівлі.
Сумарними наслідками осушення заболочених ділянок, антропогенного впливу і пожеж є прогресуюче заліснення теренів заповідника. Воно відбувається одночасно у кількох напрямках: заростання верхового болота соснами і березами, заростання сухих галявин у борах на континентальних дюнах, заростання лук і безлісних берегів річок. Разом з тим, науковці припускають, що такі великі зміни в екосистемах можуть бути частково обумовлені й природною сукцесією болотного масиву. Заліснення Чяпкяляю має як позитивний, так і негативний вплив на біорізноманіття. До позитивних наслідків слід віднести збільшення популяцій хижих птахів, чорних лелек і деяких горобцеподібних, найкращі умови для гніздування яких складаються саме у спілих заповідних лісах. З іншого боку, заліснення теренів Чяпкяляю призводить до зменшення ценотичного розмаїття. Так, заміна луків й очеретяних хащ на чагарі значно скоротила чисельність птахів відкритих просторів і прирічкових заростей, які протягом віків пристосувалися до помірної присутності людей поблизу. Заростання сухих галявин у борах спочатку високотрав'ям, а згодом, і молодим лісом різко знижує щільність популяцій псамофітів, пристосованих до розрідженого травостою на бідних ґрунтах, а як наслідок, і приурочених до добре прогрітих ділянок термофільних комах. Слід зауважити, що окремі ділянки лісів Чяпкяляю також неприродні. Вони являють собою спілі деревостани з ялин та сосен, колись висаджених на місці вирубок. Вважають, що з часом такі нетипові ліси зміняться на мішані за участю дуба (у південно-західній частині Чяпкяляю є такий незайманий дубово-ялиновий масив).

## Наукова і господарська діяльність

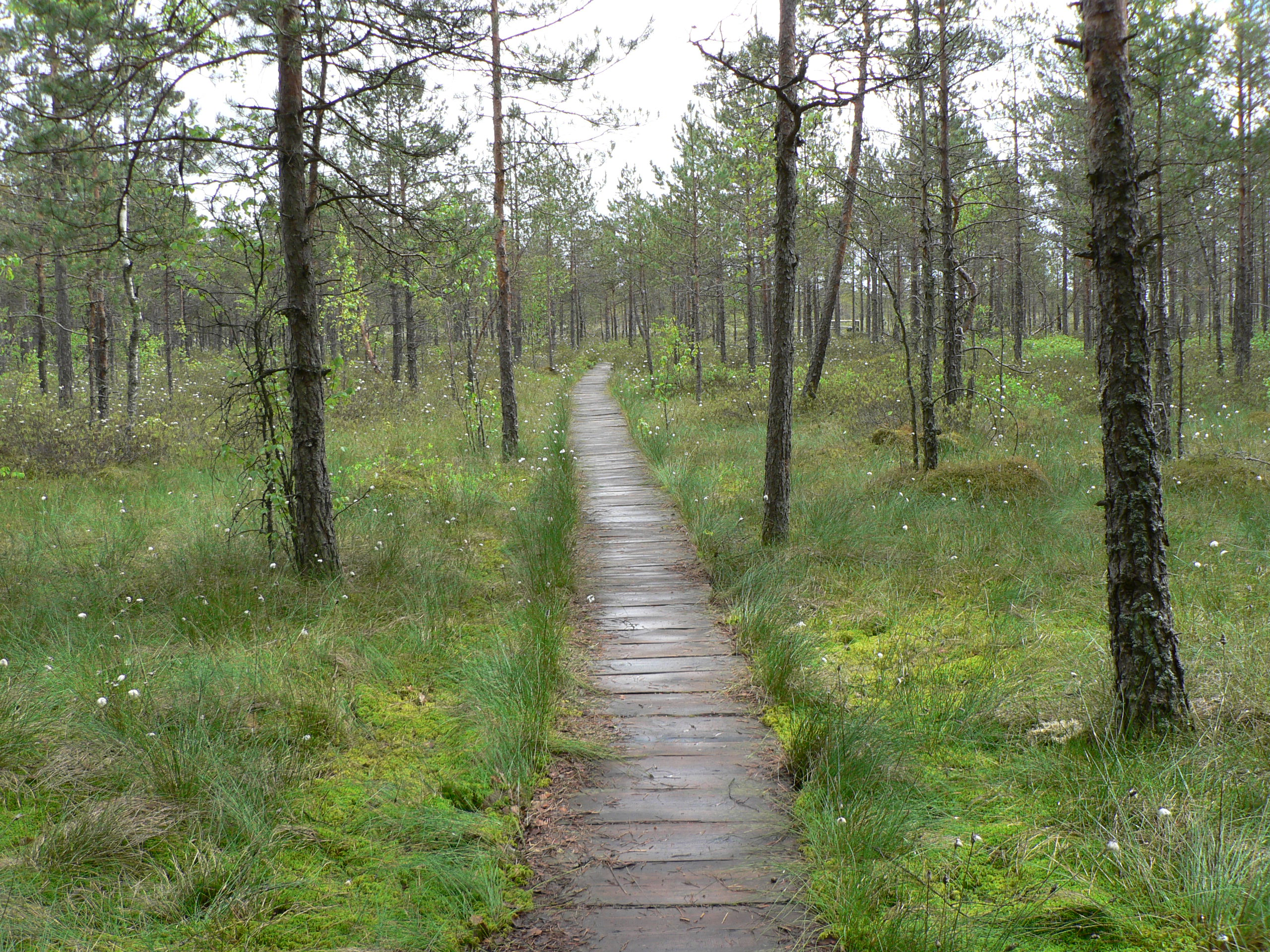
Екскурсійна стежка через болото. Використання дерев'яного настилу суттєво зменшує деструкцію ґрунту.

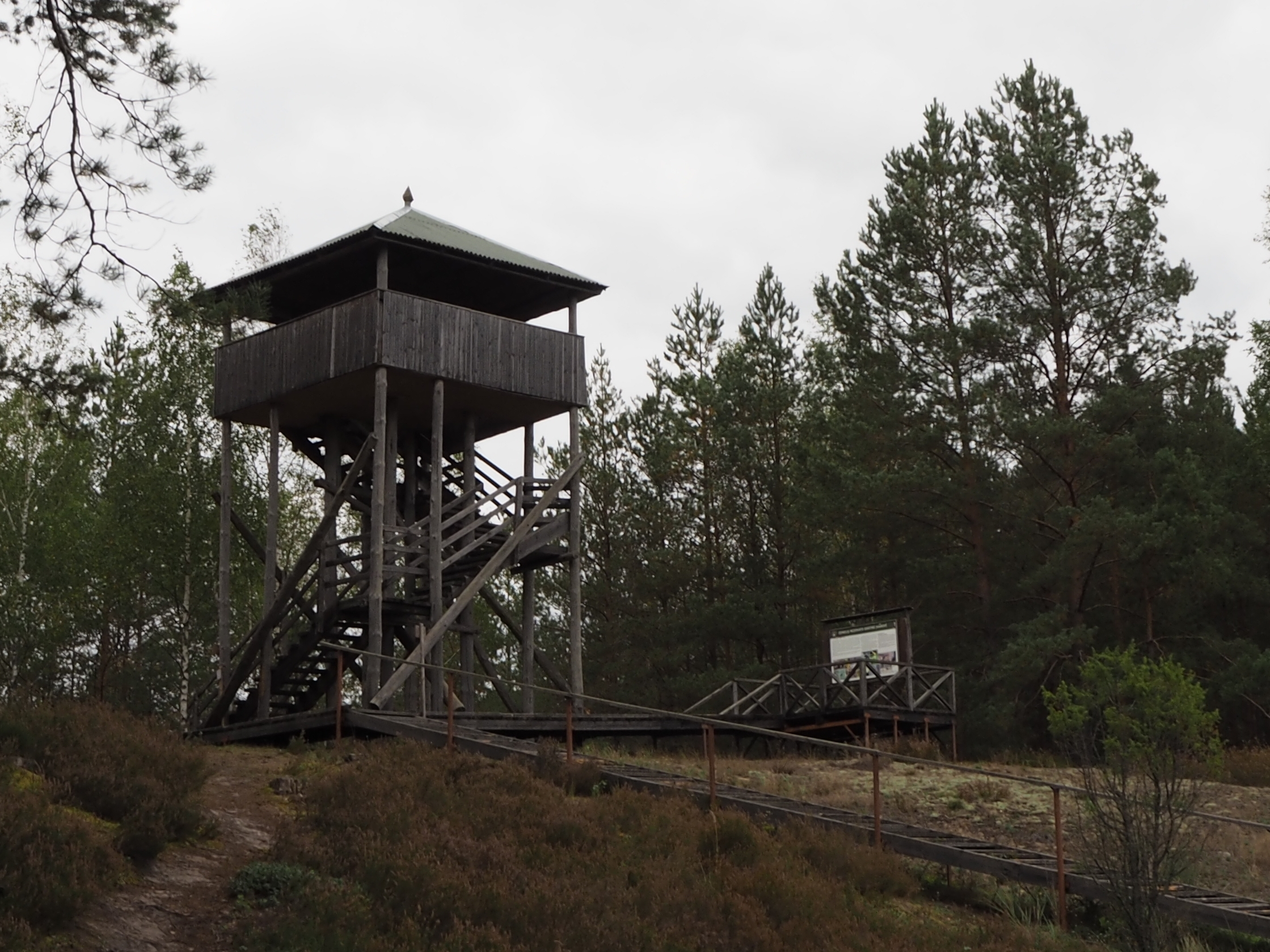
Оглядова вежа у заповіднику Чяпкяляй.

До заснування природного заповідника Чяпкяляй системних досліджень його екосистем не проводили. Перші наукові звіти були складені професором Тадасом Іванаускасом на початку XX століття, у 1960-х роках більш детально цю місцевість вивчали співробітники Інституту Гіпроторф, однак вони мали не природоохоронне, а господарське спрямування. Лише у 1970-х роках до цієї місцевості було організовано кілька наукових експедицій Академією наук Литовської РСР: науковці Інституту зоології і паразитології досліджували фізико-географічні умови, а працівники Ботанічного інституту вивчали флору. Саме їхня обопільна робота стала вирішальною для створення заповідника Чяпкяляй.
Через значну уразливість екосистем заповідника, в першу чергу, верхових боліт, на його теренах встановлено суворий охоронний режим. Відвідування болота Чяпкяляй сторонніми особами заборонено, як виняток, місцевим жителям восени видають 10-денні дозволи на збирання журавлини. Таке компромісне рішення задовольняє інтереси місцевої спільноти, зацікавлює людей у помірній експлуатації природних ресурсів, запобігає злісному браконьєрству та нерегульованому туризму. Через 30 років після створення заповідника Чяпкяляй стали помітні позитивні наслідки такої стратегії, зокрема, значно знизилась кількість пожеж, а ті, що стаються, виникають переважно від блискавок.
Для потреб туристів у заповіднику Чяпкяляй створено Центр відвідувачів, в якому діє музейна експозиція. Природоохоронна установа володіє найбільшою у Литві ентомологічною колекцією бджолиних, яка налічує 15 000 екземплярів. Для близького знайомства із живою природою на кордоні заповідної території прокладено екскурсійну стежку з оглядовою вежею. Стежка минає ділянки із лісовою і типово болотяною рослинністю, дозволяє оглянути притаманні Чяпкяляю біотопи без нищівного вторгнення в уразливу екосистему місцевої природи. Цей маршрут пристосований для людей із обмеженою мобільністю. Співробітники заповідника влаштовують організовані екскурсії. Науковці можуть проводити системні спостереження у заповіднику з дозволу його Головного управління. Наразі на базі заповідника проходять практику студенти-біологи Вільнюського і Вільнюського педагогічного університетів. Висока дієвість охоронних заходів дозволила включити заповідник Чяпкяляй до європейської мережі захищених територій (Protected Area Network), яка охоплює природоохоронні установи із заповідним ядром понад 10 000 га і високоякісною туристичною інфраструктурою.
Окрім суто наукової і природоохоронної діяльності заповідник Чяпкяляй відіграє певну роль у збереженні місцевої культури. Так, на його території, як і на прикордонних ділянках Дзукійського національного парку, багато старих дуплистих дерев. Це — живі пам'ятки давнього способу розведення бджіл із застосуванням бортей. У Литві розквіт бортництва припав на XV—XVI століття, нині цей промисел майже щез і лише поодинокі старожили-бджолярі у місцевих селах зберігають практичний досвід. Власне на території заповідника Чяпкяляй зареєстровано 18 «пам'ятних» дерев, більшість яких знайдено на болотних «островах» Варну, Казлауску, Уогу тощо. Показово, що деякі з цих дерев-велетнів і зараз заселені дикими бджолами.